# Ion Păun-Pincio
Ion Păun cu pseudonimul Ion Păun-Pincio (n. 17 august 1868, Mihăileni, Botoșani – d. 30 decembrie 1894, București) a fost un scriitor român, ales post-mortem membru al Academiei Române.